# José Molíns
José Molíns Montes (Sabadell, 17 de febrero de 1933 – 2 de marzo de 2023) fue un atleta español especialista en la carrera de larga distancia que compitió en los Juegos Olímpicos, realizados en Roma en 1960. Conocido cariñosamente como Pep, después de retirarse como atleta fue un destacado entrenador y entrenó entre otros grandes atletas a Carmen Valero.

## Carrera
Comenzó a practicar atletismo en la Joventut Atlètica Sabadell (JAS), pasando posteriormente por otros equipos de atletismo como RCD Espanyol, FC Barcelona y CN Barcelona. Fue internacional cerca de treinta veces entre 1955 y 1965.
Entre sus victorias, fue diecisiete veces campeón de Cataluña absoluto, dos veces campeón de España de 5000 m (1958 (14.31.0) y 1960 (14.31.0) y una de 10 000 m (1961 30.50.0). Molíns batió los récords nacionales de los 3000 y los 5000 m.
Competía principalmente en la distancia de 5000 metros de 1955 a 1965. Participó en los Juegos Olímpicos de Roma 1960 donde finalizó en noveno lugar en el segundo hit clasificatorio y no avanzó a la final.

## Reconocimiento
Tras retirarse, siguió vinculado al atletismo desde todas las vertientes posibles, ya fuera como entrenador, directivo, seleccionador o profesor. En el 2014 recibió la Real Orden del Mérito Deportivo otorgada por el Consejo Superior de Deportes (CSD).

## Muerte
José Pep Molins Montes falleció el 2 de marzo de 2023. Tenía 90 años.

## Premios
- Carrera Jean Bouin (1958).